# Le Mage du Kremlin
Le Mage du Kremlin (Engels: The Wizard of the Kremlin) is een toekomstige Frans-Brits-Amerikaanse politieke thriller, geregisseerd en mede geschreven door Olivier Assayas. De film is gebaseerd op de gelijknamige roman van Giuliano da Empoli uit 2022. De hoofdrollen worden vertolkt door Paul Dano, Jude Law, Alicia Vikander, Tom Sturridge en Jeffrey Wright.

## Verhaal
Vadim Baranov transformeert van een jonge kunstenaar in de Sovjet-Unie van de jaren 1990 tot een invloedrijke regeringsfunctionaris en spindoctor in het hart van de Russische regering.

## Rolverdeling
| Acteur            | Personage       |
| ----------------- | --------------- |
| Paul Dano         | Vadim Baranov   |
| Jude Law          | Vladimir Poetin |
| Alicia Vikander   | Ksenia          |
| Zach Galifianakis |                 |
| Tom Sturridge     |                 |
| Jeffrey Wright    |                 |

## Productie
De film wordt geregisseerd door Olivier Assayas en is een bewerking door Assayas en Emmanuel Carrère van de roman De Kremlinfluisteraar van Giuliano da Empoli, gepubliceerd in het Frans in april 2022. De film wordt geproduceerd door Curiosa Films en Gaumont.
In mei 2024 werd bekendgemaakt dat Paul Dano, Jude Law, Alicia Vikander, Zach Galifianakis en Tom Sturridge de hoofdrollen zouden spelen, met Dano gecast als de fictieve Russische politieke adviseur Vadim Baranov. In januari 2025 werd bekendgemaakt dat Law de rol van Vladimir Poetin zou spelen.

### Filmopnames
De filmopnames vonden in maart 2025 plaats in Riga, Letland.

## Release
Le Mage du Kremlin zal op september 2025 in première gaan op het Filmfestival van Venetië in de competitie voor de Gouden Leeuw.

## Prijzen en nominaties
De belangrijkste:
| Jaar | Prijs                    | Categorie    | Genomineerde(n) | Uitslag       |
| ---- | ------------------------ | ------------ | --------------- | ------------- |
| 2025 | Filmfestival van Venetië | Gouden Leeuw | Olivier Assayas | In afwachting |